# Den2Radio
Den2Radio eller Den anden radio er en dansk netbaseret radiokanal, der fik premiere 1. maj 2008.
Kanalens grundlæggere er primært tidligere ansatte i DR, heriblandt Egon Clausen, Georg Metz og Karsten Pharao. I første omgang sender Den2Radio en tre timer lang streamet programpakke, der fornyes hver uge. Programudbuddet defineres af kanalen selv som public service.
Om anledningen til oprettelsen af den2radio skriver grundlæggerne blandt andet: 
| Citat | Vi er en gruppe mennesker, der er anfægtede, bekymrede og vrede over den udvikling der finder sted i Danmark i disse år, hvor folkebiblioteker i hundredvis nedlægges, hvor aftenskoler begrænses ved hjælp af høje gebyrer, hvor mange seriøse tidsskrifter er lukket på grund af portostøttens bortfald og hvor Danmarks Radio har tilsidesat sine lovfæstede forpligtelser til public service. Set under ét tegner der sig et mønster der viser, at demokratiets næringskilder i form af public-service, aftenskoler, bøger og tidsskrifter er under et konstant politisk pres. Vi mener at Den2radio er et nødvendigt alternativ til alt dette. | Citat |
|       | |       |